# Montaut (Landes)
Montaut é uma comuna francesa na região administrativa da Nova Aquitânia, no departamento de Landes. Estende-se por uma área de 14,88 km². Em 2010 a comuna tinha 630 habitantes (densidade: 42,3 hab./km²).